# راوية سعيد
راوية سعيد ممثلة مصرية كانت بدايتها في عام 1974 وشاركت في مسرحية المتزوجون بدور نفيسة وتعد هذه المسرحية من أشهر اعمالها الفنية.

## أعمالها

### المسلسلات
- انتقام امرأة
- كشكول لكل مواطن
- ليالي الحلمية الجزء الخامس
- رجل آيل للسقوط